# Gareth Bale
Sir Gareth Frank Bale CBE (* 16. července 1989 Cardiff) je bývalý velšský profesionální fotbalista, který hrál na pozici křídelníka a naposledy za americký klub Los Angeles FC a za velšský národní tým.
V roce 2011 a i v roce 2013 byl nominován do nejlepší sestavy roku podle UEFA.
Během jeho přestupu do Realu Madrid v srpnu 2013 udávala média částku mezi 91 a 100 miliony eur. Později bylo prokázáno, že přestoupil za částku 100 milionů a překonal tak rekord držený jeho tehdejším spoluhráčem Cristianem Ronaldem z roku 2009. Právě po boku Ronalda a Karima Benzemy utvořil ve dresu „Bílého baletu“ gólově potentní ofenzivní trio v médiích označované jako „BBC“.
Ve dresu Realu Madrid pětkrát vyhrál Ligu mistrů UEFA.
Wales reprezentuje od roku 2006 a za tu dobu odehrál celkově 100 utkání a vstřelil 36 gólů, což z něj činí nejlepšího střelce národního týmu v historii.
Zúčastnil se Mistrovství Evropy v roce 2016, kde vybojoval bronzovou medaili, a Mistrovství Evropy v roce 2020, které se konalo v roce 2021.
Dne 9. ledna 2023 oznámil, že se rozhodl ukončit svoji hráčskou kariéru.

## Klubová kariéra

### Tottenham Hotspur
Bale přestoupil v květnu 2007 ze Southamptonu do Tottenhamu za 10 milionů liber.
V severolondýnském North London derby startoval v základní sestavě na levém křídle a dal vítězný gól. Ligové střetnutí odehrané 14. dubna 2010 ovládl výsledkem 2:1 Totttenham, který svého rivala – Arsenal – porazil poprvé od roku 1999 po 20 ligových zápasech. O tři dny později zvyšoval opět vedení na 2:0 a opět proti rivalovi z Londýna, v tomto případě proti Chelsea. Ta na hřišti Tottenhamu prohrála 1:2, oproti tomu Bale se spoluhráči se přiblížili další účasti v Lize mistrů. Velšský fotbalista se stal mužem zápasu. Pro tyto výkony si poprvé vysloužil ocenění pro nejlepšího hráče měsíce dubna. Po úspěšné snaze zajistit si Ligu mistrů umístěním mezi prvními čtyřmi podepsal Bale zkraje května novou smlouvu zavazující ho u Spurs do roku 2014.
První ligovou výhru v nové sezóně zažil 21. srpna 2010 ve druhém kole proti Stoke City. Tři body ze soupeřova hřiště zajistil dvěma góly při výhře 2:1, ten druhý svoji levačkou z voleje do růžku branky Thomase Sorensena. Od premiérové účasti v Lize mistrů dělila Tottenham úvodní prohra 2:3 v předkole na půdě Young Boys Bern. Bale se stal 25. srpna strůjcem domácí postupové výhry 4:0 v odvetě, připravil totiž všechny góly. Ve druhém skupinovém zápase 29. září proti Twente si Tottenham zaručil po výhře 4:1 první domácí výhru a Bale zase svůj první gól v Evropě. Na začátku října byl vyhlášen nejlepším velšským fotbalistou za rok 2010.
V zápase Ligy mistrů 2010/11 proti Interu Milán nastřílel hattrick, ale Tottenham prohrál výsledkem 4:3. Následně byl zvolen hráčem zápasu.
7. března 2013 absolvoval první zápas osmifinále Evropské ligy 2012/13 proti italskému klubu Inter Milán, Tottenham vyhrál na domácím stadionu White Hart Lane 3:0 a Bale vstřelil v 6. minutě první gól. Tottenham později vypadl ve čtvrtfinále se švýcarskou Basilejí. 19. května 2013 v posledním ligovém kole Premier League 2012/13 v zápase se Sunderlandem zařídil vítězství Tottenhamu 1:0. Zakončil tak podařenou sezónu (během níž nasbíral i několik individuálních ocenění) na třetím místě v tabulce kanonýrů Premier League (vsítil celkem 21 branek). Tottenhamu však toto vítězství nestačilo na postup do Ligy mistrů, se 72 body skončil až na pátém místě a kvalifikoval se do předkola Evropské ligy 2013/14.

### Real Madrid
1. září 2013 byl oficiálně potvrzen přestup tohoto záložníka do Realu Madrid, částka ale nebyla oficiálně zveřejněna. V anglickém tisku byla uváděna suma 100 milionů eur, čímž by se Bale stal nejdražším fotbalistou historie, Real Madrid TV a španělská média však uvedla přestupovou částku 77 milionů liber (cca 91 milionů eur), která je nižší než cena Cristiana Ronalda při jeho přestupu do Madridu v roce 2009 (tehdy 80 milionů liber). V říjnu 2013 oznámil částku 91 milionů eur také prezident Realu Madrid Florentino Pérez.

#### Sezóna 2013/14
Při svém debutu v Primera División 14. září 2013 vstřelil Bale gól, který stačil pouze na konečnou remízu 2:2 s Villarrealem. První skupinový zápas Ligy mistrů v Istanbulu 13 září proti Galatasaray začal na lavičce náhradníků a na hřiště byl vyslán až v průběhu zápasu, a to na závěrečnou půlhodinu. Byl tudíž přítomen u nejvyšší výhry Realu v této soutěži venku – urodil se výsledek 6:1. Velšan si připsal asistenci na druhý z gólů Cristiana Ronalda, kterému Bale nacentroval z přímého kopu. Jeho domácí ligový debut zkazila 28. září prohra 0:1 s Atlétikem, které v madridském derby (El Derbi Madrileño) v rámci ligy vyhrálo na stadionu Realu prvně od roku 1999.
Dne 27. října byl nominován do základní sestavy pro venkovní střetnutí s Barcelonou (derby El Clásico), v němž Real Madrid prohrál 1:2. Bale nastoupil na pravém křídle ve tříčlenném útoku po boku Cristiana Ronalda a Karima Benzemy, nedokázal ale vyvinout zápas ovlivňující výkon a po hodině byl vystřídán, díky čemuž ani po dvou měsících neodehrál plnout minutáž v soutěžním zápase. 30. listopadu 2013 vstřelil v dresu Realu svůj první hattrick, bylo to v ligovém utkání proti Realu Valladolid (výhra 4:0). Ligový titul v sezóně 2013/14 sice nezískal (vyhrálo jej Atlético Madrid), ale stal se vítězem Ligy mistrů UEFA po finálové výhře 4:1 po prodloužení v derby právě nad Atléticem Madrid. K vítězství přispěl jednou brankou. Rovněž vyhrál s Realem Copa del Rey 2013/14 (španělský pohár).

#### Sezóna 2014/15
Real Madrid i s Balem zahájil sezónu 2014/15 vítězstvím 2:0 nad Sevillou v rámci Superpoháru UEFA ve velšském Cardiffu. Bale asistoval prvnímu gólu Cristiana Ronalda, ten pak vstřelil i druhý.
Po výhře proti Córdobě se tým přesunul do Baskicka, kde si Bale v 11. minutě poradil s obráncem a zvýšil vedení na půdě Realu Sociedad na 2:0. Real Madrid – tentokrát bez zraněného Ronalda – následně obdržel čtyři góly a 2:4 prohrál.
Ve čtvrtém ligovém kole hráči Real vpravili do sítě Deportiva La Coruña osm gólů – Ronaldo si připsal hattrick, Bale mezitím góly dva.
Zranění hamstringů jej připravilo o domácí El Clásico hrané 25. října 2014, jeho spoluhráči však vyhráli 3:1 i bez jeho přičinění.
Vzhledem k formě záložníků Isca a Jamese Rodrígueze Baleovi hrozilo, že dá trenér Carlo Ancelotti přednost v základní sestavě právě jim. Deník Marca jej navíc v této době kritizoval za nedostatečnou kondici a laxní přístup.
Zúčastnil se Mistrovství světa klubů v Maroku a ve finále 20. prosince proti San Lorenzu druhým gólem v utkání pomohl vyhrát 2:0.

#### Sezóna 2015/16

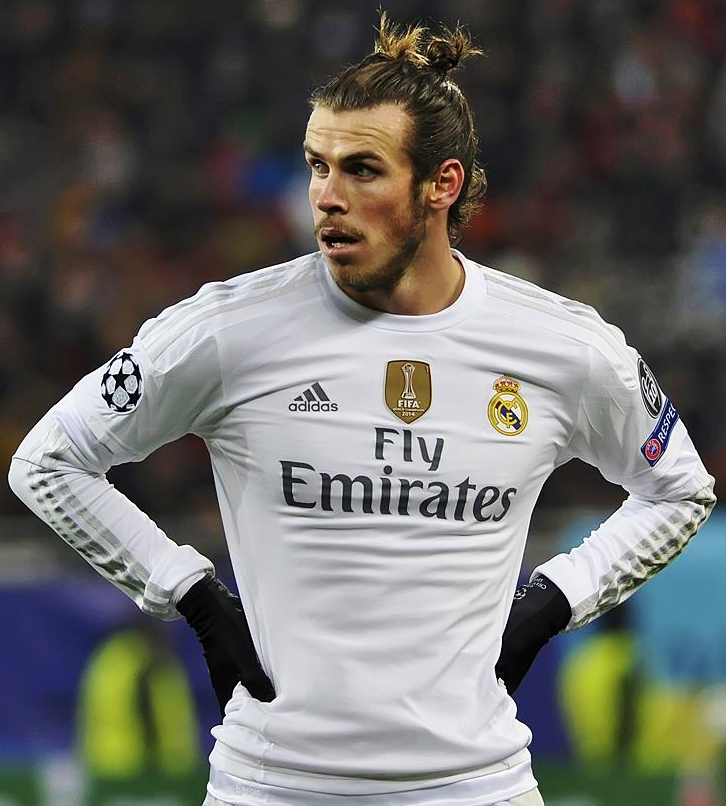
Gareth Bale ve dresu Realu Madrid (podzim 2015)

Proti Seville 20. března 2016 dal třetí gól svého týmu a stal se tak nejgólovějším fotbalistou La Ligy pocházejícím z „Ostrovů“ (Spojené království, Irsko). Vstřelením 43. gólu překonal rekord Garyho Linekera ze druhé poloviny 80. let. V 16. kole Primera División dal hattrick při drtivém vítězství nad Realem Valladolid .

#### Sezóna 2016/17
Bale na úvod ligové sezóny 2016/17 zařídil dvěma góly vítězství nad Realem Sociedad 3:0 závěrem srpna 2016. Zatímco první gól dopravil do sítě již po minutě od počátečního hvizdu, ten druhý naopak vsítil až ve čtvrté minutě nastaveného času.
Na konci října bylo oznámeno, že hráč prodlouží smlouvu do léta roku 2022.
Na konci listopadu si proti Sportingu v Lize mistrů poranil kotník, přišel tak o možnost odehrát El Clásico proti Barceloně i další prosincovou událost, Mistrovství světa klubů. Baleův návrat na fotbalové trávníky byl odhadován na duben.
Trenér Zidane měl zotaveného Balea k dispozici pro domácí zápas 23. kola proti Espanyolu. Na hřiště vešel v průběhu druhého poločasu a po 13 minutách navýšil vedení na konečných 2:0 pro Real. Klub z Madridu po tomto kole zůstal na prvním místě v tabulce.
Baleovým 100. utkáním ve španělské La Lize mělo být symbolicky jarní El Clásico s Barcelonou hrané 23. dubna 2017 na Santiago Bernabéu. Velšský křídelník utkání kvůli zranění opět nedohrál, Real Madrid navíc na soupeře nestačil a podlehl 2:3.

#### Sezóna 2017/18

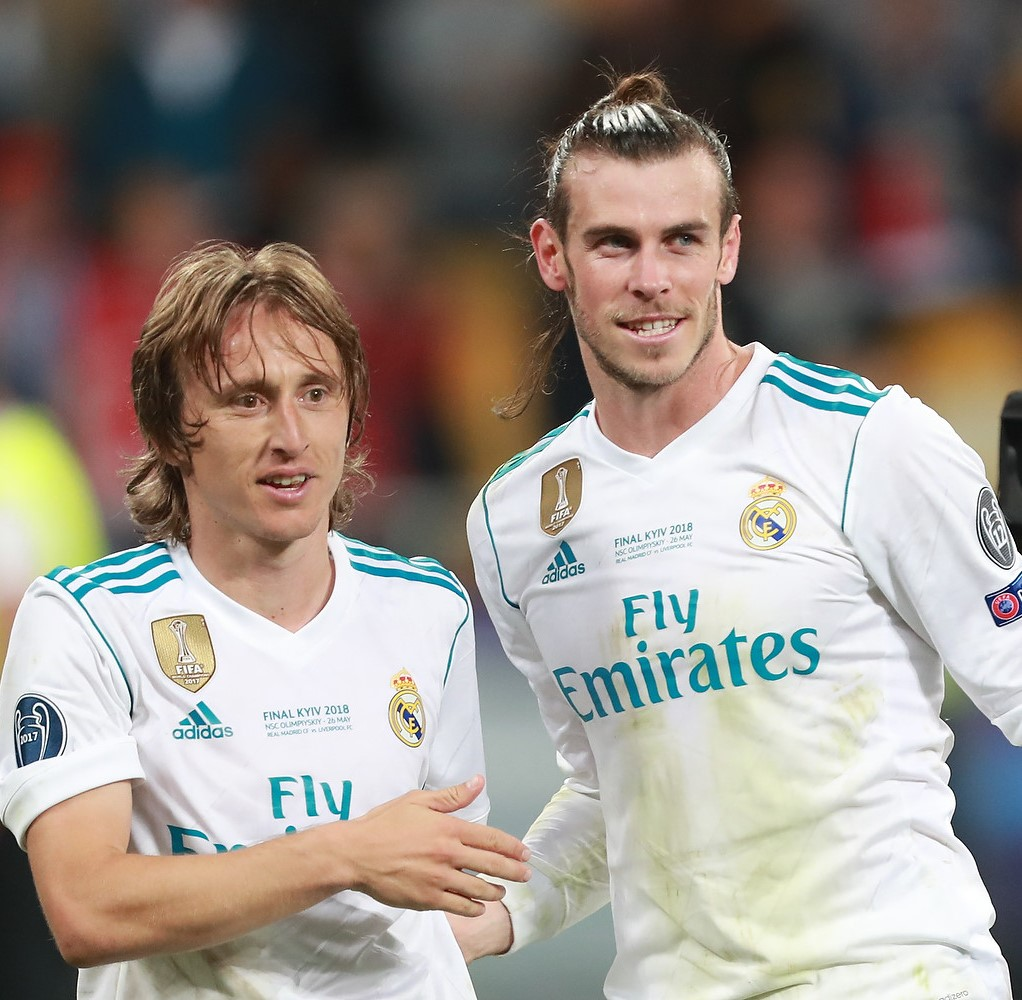
Luka Modrić a Gareth Bale ve vítězném finále Ligy mistrů UEFA (26. května 2018)

Bale nastoupil 8. srpna do utkání o Superpohár UEFA proti Manchesteru United, ve kterém vyhrál Real Madrid 2:1. Bale si připsal asistenci na druhý gól svého mužstva, jenž vsítil záložník Isco.
Bale v Madridu zůstal, ačkoli se spekulovalo o jeho možném odchodu právě do United nebo zpět do Tottenhamu. Mužstvo dále v srpnu vyhrálo také Španělský superpohár proti Barceloně po výhrách 3:1 venku a 2:0 doma. Ve druhém utkání byl Bale šetřen koučem Zidanem pro úvodní utkání v La Lize.
Na hřišti Deportiva La Coruña vyhrálo madridské mužstvo 3:0 i bez suspendovaného Cristiana Ronalda. Bale otevřel skóre po 20 minutách a asistoval třetímu gólu záložníkovi Tonimu Kroosovi.
Bale značnou část podzimu mezi říjnem a prosincem promarodil, do zápasu se vrátil až při El Clásicu proti Barceloně 23. prosince 2017. Bale začínal zápas mezi náhradníky a na hřiště se dostal až později. Baleovy gólové šance zneškodnil brankář ter Stegen a Real Madrid podlehl 0:3 doma.
Týmu z Madridu tak patřila až čtvrtá příčka.

#### Sezóna 2018/19
Trenérskou pozici vyklidil Zinédine Zidane a namísto něho dorazil Julen Lopetegui. Trenérská změna, Baleův výkon ve finále Ligy mistrů v květnu a odchod hvězdy Cristiana Ronalda do italského Juventusu uvolnili velšskému křídelníkovi prostor a umožnili mu stát se hvězdou svého mužstva.
Bale prožil povedenou letní přípravu a 15. srpna si zahrál v Superpoháru UEFA proti městskému rivalovi Atléticu.
Během prvního poločasu jeho centr našel Karima Benzemu a ten srovnal na 1:1. Utkání se prodlužovalo a úspěšnějšími byli nakonec hráči Atlética, kteří vyhráli 4:2.
Úvodní kolo La Ligy přivítal Real Madrid před vlastními diváky Getafe a byl to Bale, kdo gólem a asistencí zařídil výhru 2:0.
V dalším kole se gólově prosadil proti Gironě a následující kolo proti Leganés. Od fanoušků Realu si vysloužil ocenění pro hráče měsíce srpna.
Na prosincovém Mistrovství světa klubů FIFA vstřelil hattrick při semifinálové výhře 3:1 Kašimě Antlers z Japonska.
Zahrál si ve finále proti Al Ajnu, který Real Madrid porazil poměrem 4:1.
Bale tak získal další trofej a tím, že se trefil na tomto turnaji dorovnal Cristiana Ronalda a i Lionela Messiho, kteří se oba trefili na třech jednotlivých klubových mistrovstvích FIFA.
Na hřišti rivala Atlética Madrid 9. února 2019 se ve svém 217. utkání za Real gólově prosadil jako střídající hráč (z penalty) a dosáhl tak stovky gólů za madridský velkoklub. Jeho gól zpečetil venkovní vítězství 3:1.
Provokativním oslavením gólu adresovaném domácím příznivcům si vysloužil kritiku a hrozil mu trest až na 12 zápasů,
avšak potrestán nakonec nebyl. Rovněž do utkání proti Levante později 24. února vběhl jako střídající „žolík“ a proměněnou penaltou v 78. minutě zařídil vítězství 2:1. Vzdor úsilí jeho spoluhráčů gól neoslavoval, což vyústilo v další mediální spekulace ohledně Baleovy budoucnosti v týmu Santiaga Solariho.

#### Sezóna 2019/20
Média v letních měsících roku 2019 znovu spekulovala nad Baleovou budoucností v Realu. Trenér Zinédine Zidane se v červenci nechal slyšet, že Bale mužstvo opustí. Bale v té době vynechal přípravné utkání s Bayernem Mnichov a mluvilo se o zájmu čínských klubů, jeho předchozího týmu Tottenhamu nebo právě Bayernu.
Bale však nakonec Madrid neopustil. Obdobně jako jeho spoluhráč James Rodríguez byl Bale trenérem Zidanem využíván střídmě a ze 38 utkání La Ligy jich odehrál 16 a pouze 12 v základní sestavě.
Poté co se po pandemii covidu-19 začal fotbal znovu hrát, snížila se Baleova zápasová porce ještě více, přičemž odehrál 100 minut ve dvou zápasech ze závěrečných 11 zápasů španělské ligy.
Když měl Real Madrid po výhře nad Villarrealem zaručený titul a hráči oslavovali, stál Bale opodál.

#### Sezóna 2020/21 – hostování v Tottenhamu
Po sedmi letech se Bale vrátil do Tottenhamu, toto jednoroční hostování bylo potvrzeno 19. září 2020. Kvůli zranění kolena měl být týmu k dispozici až v říjnu.
Jako střídající hráč dal 1. listopadu hlavou vítězný gól na 2:1 proti Brightonu v lize.
V zápase Evropské ligy UEFA proti LASK dal svůj 200. gól v profesionální kariéře.
Po pětici ligových proher ze šesti zápasů čelil Tottenham 28. února 2021 Burnley. Velšský křídelník zaručil domácí výhru 4:0 dvěma góly a jednou asistencí na gól Harryho Kanea. Tottenham Hotspur Stadium byl svědkěm Baleových dvou gólů i 7. března při výhře 4:1 proti Crystal Palace. V zápase proti Sheffieldu United 2. května vsítil hattrick a přispěl k domácí výhře 4:0 nad již sestupujícím soupeřem, která Spurs držela „na dostřel“ kvalifikaci do Ligy mistrů. Baleův druhý gól byl jeho 50. gólem v anglické Premier League – stal se druhým Velšanem po Craigu Bellamym, který dosáhl na metu 50 gólů v této soutěži. Mimo jiné šlo o jeho druhý hattrick v anglické lize, ten první zaznamenal při svém prvním angažmá. 23. května v posledním 38. kole dopravil do sítě Leicesteru znovu dva góly, výhra 4:2 venku ovšem zajistila až sedmé místo, nejhorší výsledek Tottenhamu od sezóny 2008/09 a „jen“ kvalifikaci do Konferenční ligy UEFA.

#### Sezóna 2021/22 – návrat z hostování
Po návratu z hostování se opět setkal s trenérem Carlem Ancelottim, který ve funkci vystřídal Zinédina Zidana a s nímž měl Bale lepší vztahy. Velšan si nově oblékl dres s číslem 18, neboť jeho oblíbené číslo 11 bylo již obsazené. V srpnu odstartovala ligová sezóna 2021/22, kterou Bale odstartoval gólem do sítě Levante 22. srpna při remíze 3:3 ve druhém kole a svým prvním gólem ve španělské La Lize od září 2019 proti stejnému soupeři. Poranění hamstringů jej na podzim vyřadilo ze hry, navzdory tomu byl ovšem povoláván do reprezentace a hrál za ni zápasy.
Dne 1. června 2022 Bale oznámil, že po 9 letech odejde z Realu Madrid.

### Los Angeles FC
25. června 2022 podepsal smlouvu s americkým klubem Los Angeles FC hrající MLS. Ve finále MLS Cup s Philadelphia Union dal v prodloužení gól na 3:3 a zařídil tak penaltový roztřel které Angeles vyhrály .  

## Reprezentační kariéra

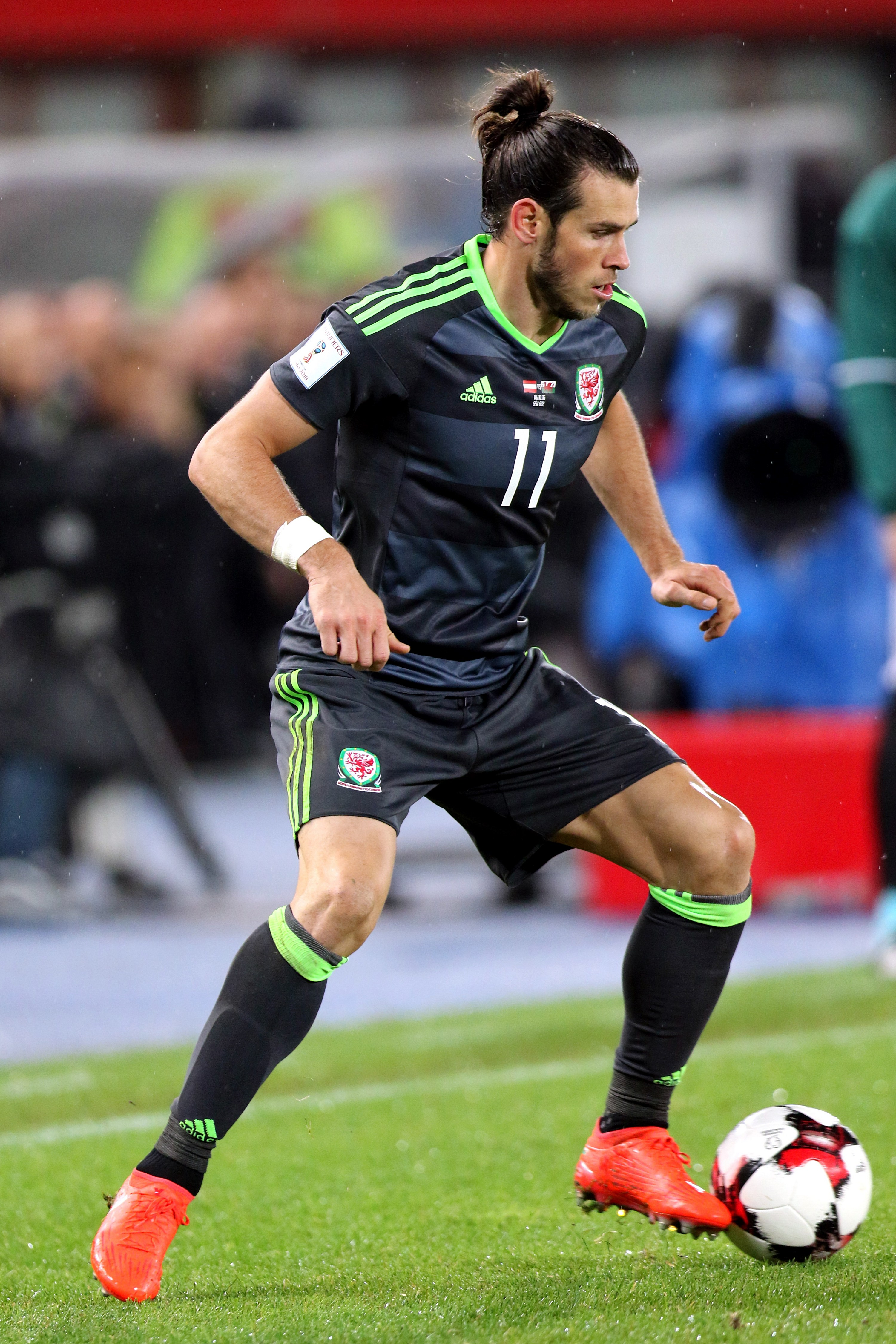
Gareth Bale při plnění reprezentačních povinností v evropském kvalifikačním zápase Walesu s Rakouskem (říjen 2016)

Gareth Bale působil ve velšských mládežnických reprezentačních výběrech od kategorie do 17 let.

### A-mužstvo
Za A-mužstvo Walesu nastoupil poprvé 27. května 2006 v přátelském zápase proti Trinidadu a Tobagu (výhra 2:1). Zasáhl do zápasu jako střídající hráč a založil akci vedoucí k vítěznému gólu. Tímto se stal nejmladším velšským reprezentantem (ve věku 16 let a 315 dní), 15. října 2013 jeho rekord překonal o 108 dní Harry Wilson.
V kvalifikačním cyklu na MS 2014 v Brazílii zařídil 12. října 2012 dvěma góly domácí vítězství Walesu 2:1 nad Skotskem. 26. března 2013 vstřelil (v téže kvalifikaci) jeden gól proti hostujícímu Chorvatsku, na vítězství to však nestačilo, Chorvaté zápas otočili a zvítězili 2:1.
Se svým mužstvem se mohl v říjnu 2015 radovat po úspěšné kvalifikaci z postupu na EURO 2016 ve Francii (byl to premiérový postup Walesu na evropský šampionát). V závěrečné 23členné nominaci na šampionát nechyběl.

#### EURO 2016
Bale skóroval už po 10 minutách od úvodního hvizdu úvodního skupinového zápasu se Slovenskem 11. června, kdy z přímého kopu překonal soupeřova brankáře Matúše Kozáčika. Po konečné výhře 2:1 si Wales připsal první výhru na vrcholném turnaji po 58 letech. Bale tak navázal na trefu Terryho Medwina, posledního velšského střelce na velkém turnaji, který vstřelil gól Švédsku na Mistrovství světa v roce 1958. Pět dní poté otevřel skóre proti Anglii, které Wales podlehl 1:2. Poprvé od roku 1992 byli diváci Eura svědky dvou gólů z přímého kopu na jednom turnaji, o 24 let dříve se to podařilo německému fotbalistovi Thomasi Häßlerovi. Pod postupovou výhrou 3:0 proti Rusku, která posunula Wales do osmifinále, se podepsal závěrečným třetím gólem, na druhý asistoval Neilu Taylorovi. Proti Severnímu Irsku v osmifinále byl soupeřem zdvojován, přesto byl u hlavního momentu duelu, když jím centrovaný míč 15 minut před koncem srazil do vlastní branky Gareth McAuley. Po čtvrtfinálové výhře 3:1 nad Belgií nestačil Wales na pozdějšího vítěze Portugalsko, se kterým prohrál 0:2.

#### EURO 2020
Pandemie covidu-19 odložila Euro 2020 na rok 2021. Turnaj odehraný napříč evropskými státy absolvoval Bale v roli kapitána a byl nejhvězdnějším jménem výběru dočasného trenéra Roberta Page, který vedl Wales v absenci obviněného hlavního trenéra Ryana Giggse.
Po úvodní remíze se Švýcarskem se Bale se spoluhráči postavil ve skupině „A“ Turecku. V zápase neproměnil penaltu a 13 reprezentačních zápasů trvající gólový půst nepřerušil, připsal si ovšem dvě asistence na góly Aarona Ramseyho a Connora Robertse. Po výhře 2:0 disponoval Wales čtyřmi body. Osmifinále však přineslo vyřazení od Dánska po prohře 0:4.

#### Kvalifikace na Mistrovství světa 2022
Na podzim roku 2021 dosáhl stovky reprezentačních startů – 13. listopadu se totiž představil velšskému publiku stadionu Cardiff City v kvalifikačním zápase proti Bělorusku. Gareth Bale se stal druhým Velšanem se stem startů po Chrisi Gunterovi. Vzhledem k předchozímu zranění ale před začátkem druhého poločasu střídal, stihl ovšem spoluhráči Necu Williamsovi nahrát na druhý gól Walesu, který nakonec východoevropského soupeře zdolal 5:1.
V klíčovém duelu 5. června 2022 proti Ukrajině zahrával přímý kop, ze kterého padl Jarmolenkův vlastní gól, jediný gól celého střetnutí. Na světovém mistrovství se tak měl Wales představit poprvé od roku 1958, tedy po 64 letech.

#### Mistrovství světa 2022
Wales ve svém prvním skupinovém utkání na Mistrovství světa čelil dne 21. listopadu Spojeným státům s Balem v základní sestavě. Ten byl v utkání „neviditelný“ do 82. minuty, kdy jej fauloval Walker Zimmerman. Následný pokutový kop proměnil a zařídil vyrovnání na konečný výsledek 1:1. Postup do osmifinále zkomplikovala 25. listopadu prohra 0:2 proti Íránu doprovázená dalším Baleovým nepřesvědčivým výkonem.

## Úspěchy

### Klubové
Real Madrid
- 5× vítěz Ligy mistrů UEFA (2013/14, 2015/16, 2016/17, 2017/18, 2021/22)
- 3× vítěz Primera División (2016/17, 2019/20, 2021/22)
- 1× vítěz Copa del Rey (2013/14)
- 1× vítěz Supercopa de España (2017)
- 2× vítěz Superpoháru UEFA (2014, 2017)
- 3× vítěz MS klubů: (2014, 2017, 2018)

Los Angeles FC
- 1x vítěz MLS Cup (2022)

### Reprezentační
Velšská reprezentace
- bronzová medaile na Mistrovství Evropy – 2016

### Individuální
- 2× hráč roku Premier League (PFA Player of the Year) – 2010/11, 2012/13[95]
- 1× mladý hráč roku Premier League (Young Player of the Year) – 2012/13[95]
- zařazen do Jedenáctky roku Premier League (Premier League Team of the Year) – 2012/13[95]
- 2× zařazen do Nejlepší jedenáctky roku podle UEFA – 2011, 2013[3][4]
- Nejlepší jedenáctka podle ESM – 2012/13[96]